# Ікеда (Ґіфу)

35°26′32″ пн. ш. 136°34′23″ сх. д. / 35.44222° пн. ш. 136.57306° сх. д.
Іке́да (яп. 池田町, いけだちょう, МФА: [ikeda t͡ɕoː]) — містечко в Японії, в повіті Ібі префектури Ґіфу. Станом на 1 квітня 2009 площа містечка становила 38,79 км². Станом на 1 липня 2011 населення містечка становило 24 922 осіб.